# Magnus Kofod Andersen
Magnus Kofod Andersen, född 10 maj 1999, är en dansk fotbollsspelare som spelar för italienska Venezia.

## Karriär
Kofod Andersen började spela fotboll i Hundested IK, men gick 2009 till FC Nordsjælland. Kofod Andersen debuterade i Superligaen den 17 juli 2017 i en 2–1-vinst över OB, där han blev inbytt i den 74:e minuten mot Mathias Jensen. I oktober 2017 förlängde Kofod Andersen sitt kontrakt i klubben fram till 2022.
Den 26 maj 2022 värvades Kofod Andersen av italienska Venezia, där han skrev på ett treårskontrakt med option på ytterligare ett år.